# Station Brzeszcze Jawiszowice
Station Brzeszcze Jawiszowice is een spoorwegstation in de Poolse plaats Jawiszowice.